# Patrik-Ian Polk
Patrik-Ian Polk (Hattiesburg Mississipi, 29 de juliol de 1973) és un director, guionista i productor nord-americà. Polk, que és obertament gay, destaca per les seves pel·lícules i treballs teatrals que exploren les experiències i les històries de les persones LGBT afroamericanes. El 2016, Polk fou inclòs a la llista Diverse 100 de Los Angeles Times que el descrivia com "l'home que porta històries de gais negres a pantalles grans i petites".
Polk va fer el seu debut a la direcció amb Punks (2000), una pel·lícula independent que també va escriure i produir. Punks es va estrenar al Festival de Cinema de Sundance. El 2004, Polk va crear la sèrie de televisió Noah's Arc, que va fer el seu debut a Logo l'octubre de 2005 i va funcionar durant dues temporades. Després de la cancel·lació de la sèrie, Polk va escriure, dirigir i produir una pel·lícula derivada, Noah's Arc: Jumping the Broom, que es va estrenar a les sales el 2008. Els seus llargmetratges posteriors, The Skinny, protagonitzada per Jussie Smollett, i Blackbird, protagonitzada per Mo'Nique, Julian Walker i Isaiah Washington, es van estrenar el 2012 i el 2015, després de participar al festival.

## Primers anys
Polk es va interessar per la televisió i pel·lícules quan era nen, en particular la pel·lícula She's Gotta Have It de Spike Lee (1986). He later attended Brandeis University, where he was the arts editor of the college newspaper. Més tard va assistir a la Universitat Brandeis, on va ser l'editor d'arts del diari universitari. Va rebre la llicenciatura a la Universitat del Sud de Mississippi,

## Carrera
Polk va fer el seu debut a la direcció amb Punks (2000), una pel·lícula independent que també va escriure i produït. La pel·lícula va protagonitzar Rockmond Dunbar, Renoly Santiago, Jazzmun i Devon Odessa, i es va centrar en les històries d'un grup d'amics gais afroamericans. Punks es va estrenar al Sundance Film Festival. La pel·lícula va ser escollida per obrir el Festval Internacional de Cinema Gai i Lèsbic de San Franciscol. Es va estrenar a les sales de cinema al Quad de Nova York. Va ser nominat per als GLAAD Media Award i al Premi Independent Spirit John Cassavetes l'any 2002. Més tard Punks es va estrenar a televisió a Logo el 7 d'agost de 2011.
Després de Punks, Polk va començar a desenvolupar un concepte de sèrie que es va centrar de nou en la vida de diversos homes afroamericans gais. El pilot original d'una hora es va produir de manera independent i es va publicar com a sèrie web el 2004, i per ajudar a finançar cada episodi, el programa es va plantejar originalment com una subscripció a la sèarie en DVD. Després que la sèrie web tingués una bona acollida, la sèrie va ser recollida per Logo amb episodis de mitja hora. a sèrie es va centrar en temes com ara cites entre persones del mateix sexe, matrimoni entre persones del mateix sexe, VIH i sida consciència, infidelitat, promiscuïtat, homofòbia, assetjament escolar homofòbic i parentalitat homosexual. La sèrie finalment va funcionar durant dues temporades a Logo abans de ser cancel·lada el 2005.
El segon llargmetratge de Polk, Noah's Arc: Jumping the Broom, un spin-off de Noah's Arc, es va estrenar el 2008. Va ser escrit en col·laboració amb un altre escriptor de la sèrie John R. Gordon, i represa després de deixada en suspens al final de la segona temporada. La pel·lícula se centra en el matrimoni i el casament del personatge principal, Noah Nicolson, i el seu xicot Wade Robinson a Martha's Vineyard. La pel·lícula va rebre tres nominacions al NAACP Image Award: Millor llargmetratge independent, Millor guió en un llargmetratge i Millor direcció en un llargmetratge. It won GLAAD Award's for Best Feature Film (Limited Release). Noah's Arc: Jumping the Broom es va estrenar el 24 d'octubre de 2008, de manera limitada, als cinemes de Los Angeles, Nova York, Atlanta, Chicago, Palm Springs (Califòrnia) i Washington, DC. La pel·lícula es va projectar a Ocean City (Nova Jersey), Detroit i San Francisco a principis de novembre. Aleshores va començar a projectar-se als cinemes de Filadèlfia i Dallas a finals de novembre i va tenir un rendiment per sobre de les expectatives, amb una mitjana de 30.336 dòlars per pantalla que IndieWire va titllar de "sorprenent". Malgrat això, la pel·lícula va rebre crítiques deficients dels crítics de cinema convencionals; Time Out la va considerar un "culebró ximple", i Variety ho van descriure com "una pel·lícula coixa" que era "tovament escenificada". The New York Times la va anomenar un "melodrama agradable".
El 2012, Polk va estrenar el seu tercer llargmetratge, The Skinny, que va escriure, dirigir i produir. La pel·lícula explica la història de cinc amics que són companys de classe de la Brown University, quatre homes gai i una lesbiana, es reuneixen a la ciutat de Nova York per un tumultuós cap de setmana de l'Orgull gai. Following a festival run and limited theatrical release, the film premiered on Logo on July 8, 2012.
El seu tercer llargmetratge com a escriptor i director, Blackbird, protagonitzat per Mo'Nique i Isaiah Washington, es va estrenar l'abril de 2015. Polk va coescriure la pel·lícula amb Rikki Beadle-Blair. La pel·lícula va tenir èxit al circuit de festivals de cinema, guanyant premis en diversos festivals d'orientació LGBT, com Outflix Memphis, Out On Film Festival d'Atlanta i el Crossroads Film Festival al Mississipi natal de Polk. La pel·lícula va ser la projecció de gala de clausura del Festival de Cinema Panafricà (PAFF) de Los Angeles, on va guanyar el premi Founders a la millor pel·lícula narrativa. Blackbird va rebre crítiques diverses després de la seva publicació. The Hollywood Reporter la va considerar "massa sobre el mapa per prendre's-la seriosament". The New York Times va dir que la pel·lícula té una "convicció impressionant i palpable", encara que finalment "pateix d'excessos fulletonescs i disjuncions narratives".
El 2017, Polk es va unir a Being Mary Jane com a productor i guionista.
El 2020 ha estat coproductor del xou de Starz P-Valley.

## Vida personal
Polk és obertament gay, la qual cosa ha influït molt en el seu treball; en parlar de la seva inspiració per a la sèrie Noah's Arc en una entrevista, Polk va dir: "Volia veure personatges gai negres i no n'hi havia cap a la televisió. Així que vaig decidir que en lloc de queixar-me'n, fer-la jo mateix." Polk viu a Harlem.
Polk ha parlat de la manca de diversitat a la indústria de l'entreteniment, contrastant la seva lluita com a negre gai amb els seus coprotagonistes blanc, i també gais:
| « | El mateix any que Punks es va estrenar a Sundance, hi va haver una altra pel·lícula d'un cineasta gai blanc anomenada The Broken Hearts Club. Les pel·lícules són estranyament similars, excepte que The Broken Hearts Club té un repartiment majoritàriament blanc. Ambdues pel·lícules van tenir una bona acollida, però [el seu director] Greg Berlanti —que és un amic meu, molt talentós i això de cap manera li treu res— s'ha convertit en un productor d'estrenes de televisió. No dic que en Greg sigui més o menys talentós que jo... El que estic dient és que se li van obrir portes a Greg que simplement no estaven obertes per a mi; se li va donar un accés que jo no vaig tenir. Després de quinze anys, he hagut de fer una carrera de treball independent mentre molts dels meus homòlegs blancs gais i blancs heterosexuals [estan] fent el tipus de coses de les quals simplement ni tan sols m'han donat l'oportunitat d'intentar fer. | » |